# Di-hidrouracil
O dihidrouracil é uma base nitrogenada pirimidínica derivada do uracilo, do cal é um intermediário de degradação. Está presente de forma natural nos ARNt formando parte da dihidrouridina. Um exemplo é o ARNt que transporta fenilalanina.
Diferentemente do uracilo o anel pirimidínico do dihidrouracil incorpora dois átomos de hidrogénio, pelo que está completamente saturado e não possui duplas ligações. O dihidrouracilo pode formar pares de bases de Watson e Crick com a adenina.

Estrutura do par de bases adenina-dihidrouracilo (A-D).

ARNt-Phe de levedura que tem num dos braços (braço DHU) o nucleosídeo dihidrouridina, que contém dihidrouracil (indicado por D).